# Psammophora
Psammophora es un género con cuatro especies de plantas suculentas perteneciente a la familia Aizoaceae.

## Taxonomía
Psammophora fue descrito por Dinter & Schwantes, y publicado en Z. Sukkulentenk. 2: 188 (1926). La especie tipo es: Psammophora nissenii (Dinter) Dinter & Schwantes (Mesembryanthemum nissenii Dinter) ; Lectotypus [Schwantes, in Z. Sukkulentenk. 3: 106 (1927)]

## Especies
- Psammophora longifolia
- Psammophora modesta
- Psammophora nissenii
- Psammophora saxicola